# Маглене планине
Маглене планине су планински ланац који се простирао на северозападу Средње земље, имагинарног света у којем се одиграва радња књига Џ. Р. Р. Толкина. Протезале су се око 1000 миља у правцу север-југ и представљале су источну границу Ерјадора. Њихова најсевернија тачка био је град Карн Дум, а најјужнија Изенгард. Унутар Маглених планина налазио се значајан патуљачки град и рудник, Морија.
Маглене планине, које су се још називале и Хитаиглир, подигао је Мрачни господар Мелкор како би спречио да његов непријатељ Вала Оромис пројаше тим крајевима. Биле су врло високе, а „чинило се да њихови оштри врхови као рогови пробадају краљевство звезда“. Два њена врха која се помињу у трилогији „Господар прстенова“ били су Карадрас и Зирак-зигил.
Маглене планине у више наврата представљају место одигравања радње романа „Хобит“ и „Господара прстенова“. Приликом преласка преко планинског ланца у „Хобиту“, Билбо Багинс, Гандалф и Патуљци предвођени Торином бивају заробљени од стране Гоблина који су их насељавали. Том приликом је Билбо нашао Јединствени Прстен у пећини Голума, мистериозног створења које је живео испод Планина већ 500 година. Дружина је успела да се извуче захваљујући Гандалфовом брзом реаговању и сплету срећних околности. У роману „Дружина прстена“ Фродо Багинс, Гандалф, Арагорн, Боромир, Леголас, Гимли, Сем, Весели и Пипин морали су да пређу Маглене планине како би стигли до Мордора, земље Мрачног господара Саурона. Једино тамо је Јединствени Прстен могао да се уништи. Како због велике мећаве нису могли да пређу преко врха Карадраса, морали су да иду испод планина, кроз напуштени рудник Морију. Тамо се Гандалф суочио са Балрогом, древним ватреним демоном, и наизглед погинуо у њиховом двобоју који се водио од најнижих амбиса до највиших врхова Маглених планина. На Зирак-зигилу је Гандалф пао после убијања Балрога, али је њехђгов дух враћен и оснажен, и он се уздигао као Гандалф Бели.